# Evansville, Indiana
Evansville este o localitate, municipalitate și sediul comitatului, Vanderburgh, statul Indiana, Statele Unite ale Americii.

## Personalități născute aici
- D. Eric Maikranz (n. 1967), scriitor;
- Dylan Minnette (n. 1996), actor, cântăreț.